# Pierluigi Cappello
Pour les articles homonymes, voir Cappello.
Pierluigi Cappello, né le 8 août 1967 à Gemona del Friuli et mort à Cassacco dans la province d'Udine le 1er octobre 2017, est un poète italien.

## Biographie
Pierluigi Cappello est né à Gemona del Friuli dans la province d'Udine en 1967. Après des études secondaires à Udine, il fréquente l'Université de Trieste. 
Depuis un accident de la route en 1983, il est obligé de se déplacer en fauteuil roulant.
Il est mort des suites d'une « longue maladie » à Cassacco (Udine) le 1er octobre 2017.

## Prix
Il est lauréat de nombreux prix littéraires :  
- 2004 : Prix Montale avec  Dittico,
- 2007 : Prix Bagutta section « Opera Prima » avec Assetto di volo, (Crocetti).
- 2010 : Prix Viareggio pour la poésie Mandate a dire all'imperatore[4].
- 2012 : Prix Vittorio De Sica
- 2013 : Prix Maria Teresa Messori Roncaglia ed Eugenio Mari par  l'Accademia dei Lincei[5].
- 2014 :  Prix Terzani   (ex aequo avec Mohsin Hamid)[3].

## Œuvres
- 2003 : Le nebbie (1994), éditeur Campanotto
- 2010 : 
  - Mandate a dire all'imperatore, éditeur Crocetti
  - Assetto di volo, Crocetti
- 2013 : Azzurro elementare. Poésie 1992-2010, éditeur BUR Biblioteca, Rizzoli
- 2014 :  Ogni goccia balla il tango, Rizzoli,
- 2015 :  Il Dio del mare. Prose e interventi (1998-2006), BUR Biblioteca, Rizzoli
- 2016 :
  - Stato di quiete. Poésie 2010-2016, BUR Biblioteca,  Rizzoli.
  - Questa libertà, Rizzoli[6].